# Asháninkas
Les Asháninkas ou Asháninca sont le plus grand peuple indigène d'Amazonie du Pérou, vivant également au Brésil, appartenant à la famille ethnolinguistique des Arawak sub-andins, avec les Amuesha, les Matsiguenga, les Nomatsiguenga et les Piro.‌ Les Campas ou Achanincas (ethnonyme brésilien : Ashaninca) (parfois mal orthographié axaninca) sont un peuple indigène également appelé Kampa ou Campa, Ande ou Anti, Chuncho, Pilcozone, Tamba ou Campari, autoproclamés Ashenĩka, qui vivent au Pérou, en Bolivie et dans l'État d'Acre, au Brésil. Ce peuple est consitué de près de 100 000 personnes, dont environ 1 645 vivent au Brésil et 97 477 au Pérou. Au Brésil, ils habitent les terres indigènes Campa do Rio Amônia, Campa do Rio Envira, Caxinawá do Rio Humaitá, Caxinauá/Campa do Rio Breu et Igarapé Primavera, toutes situées au sud-ouest de l'État d'Acre  

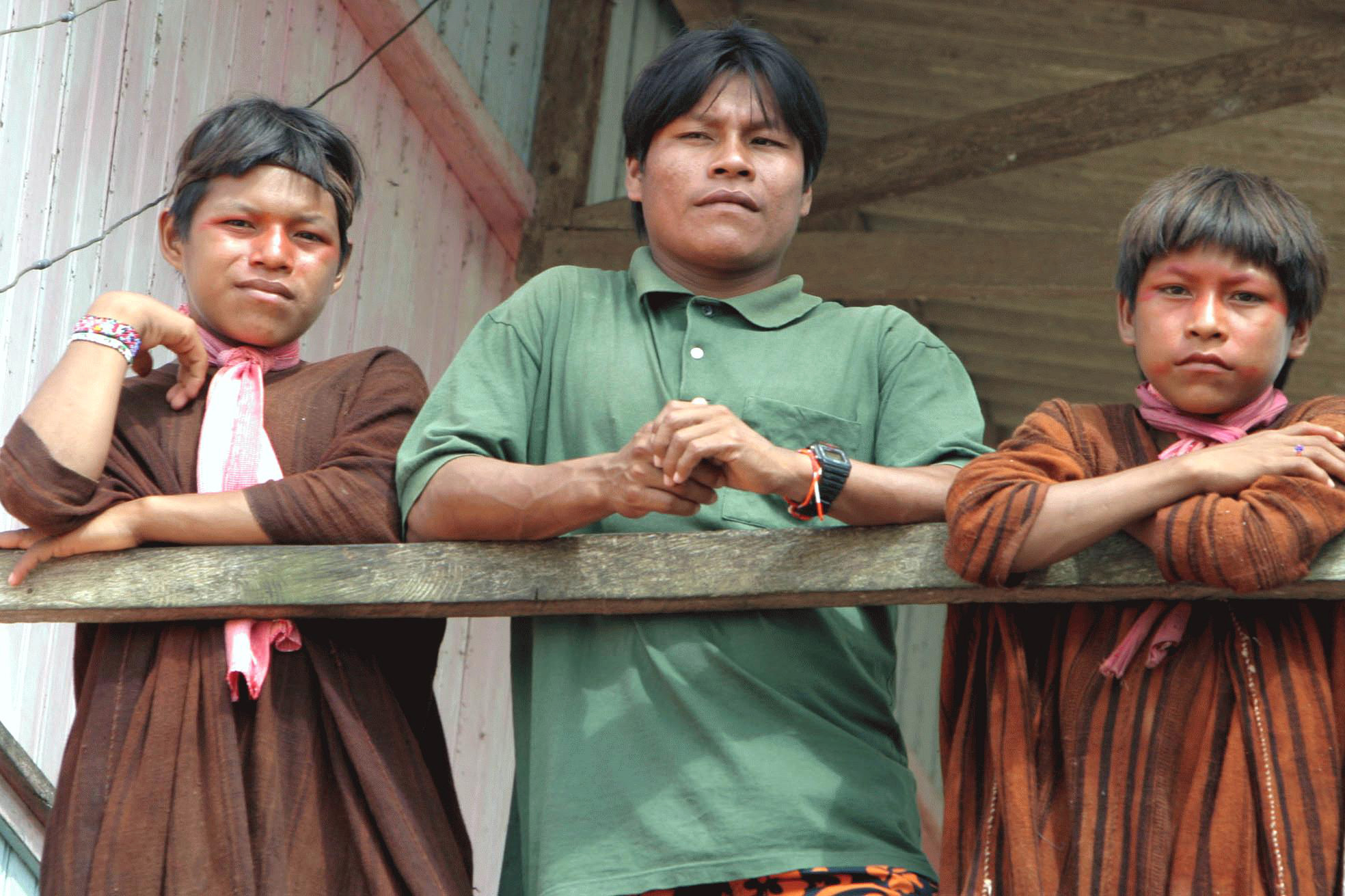
Trio d'amérindiens Asháninka

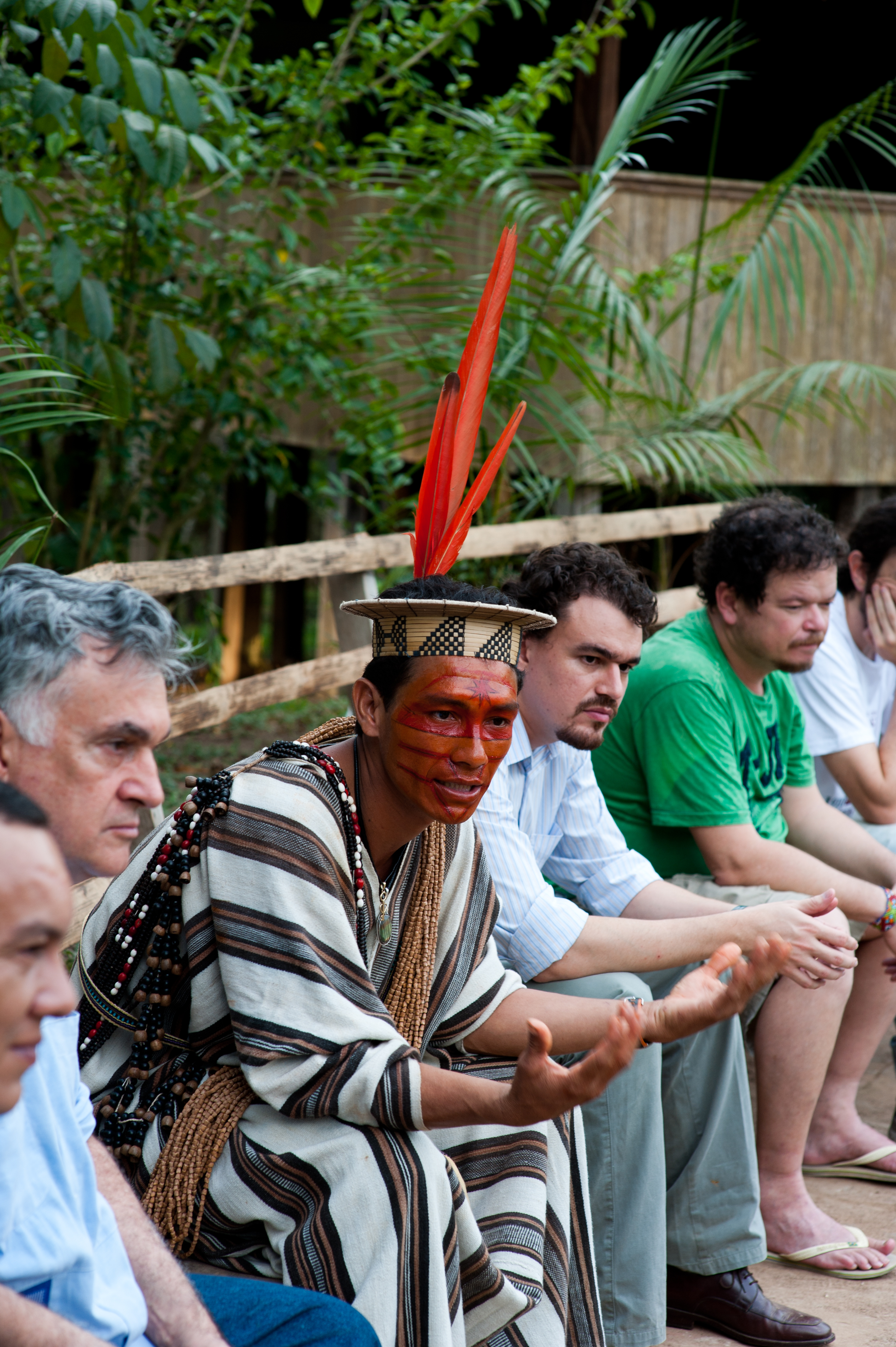
Benki Piyãko, Chef Asháninka, lors d'une rencontre avec des représentants de l'administration brésilienne

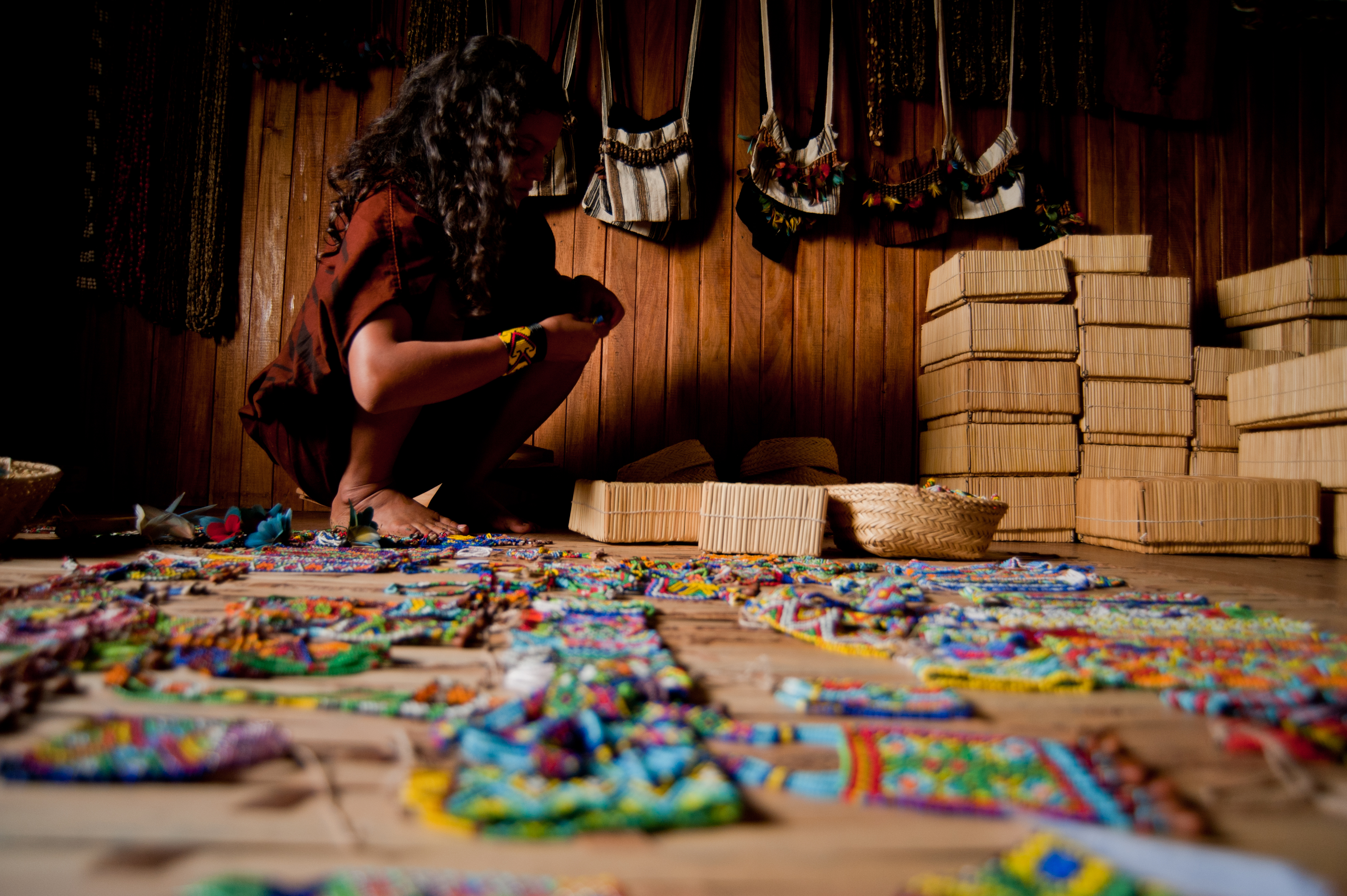
Artisanat Asháninka

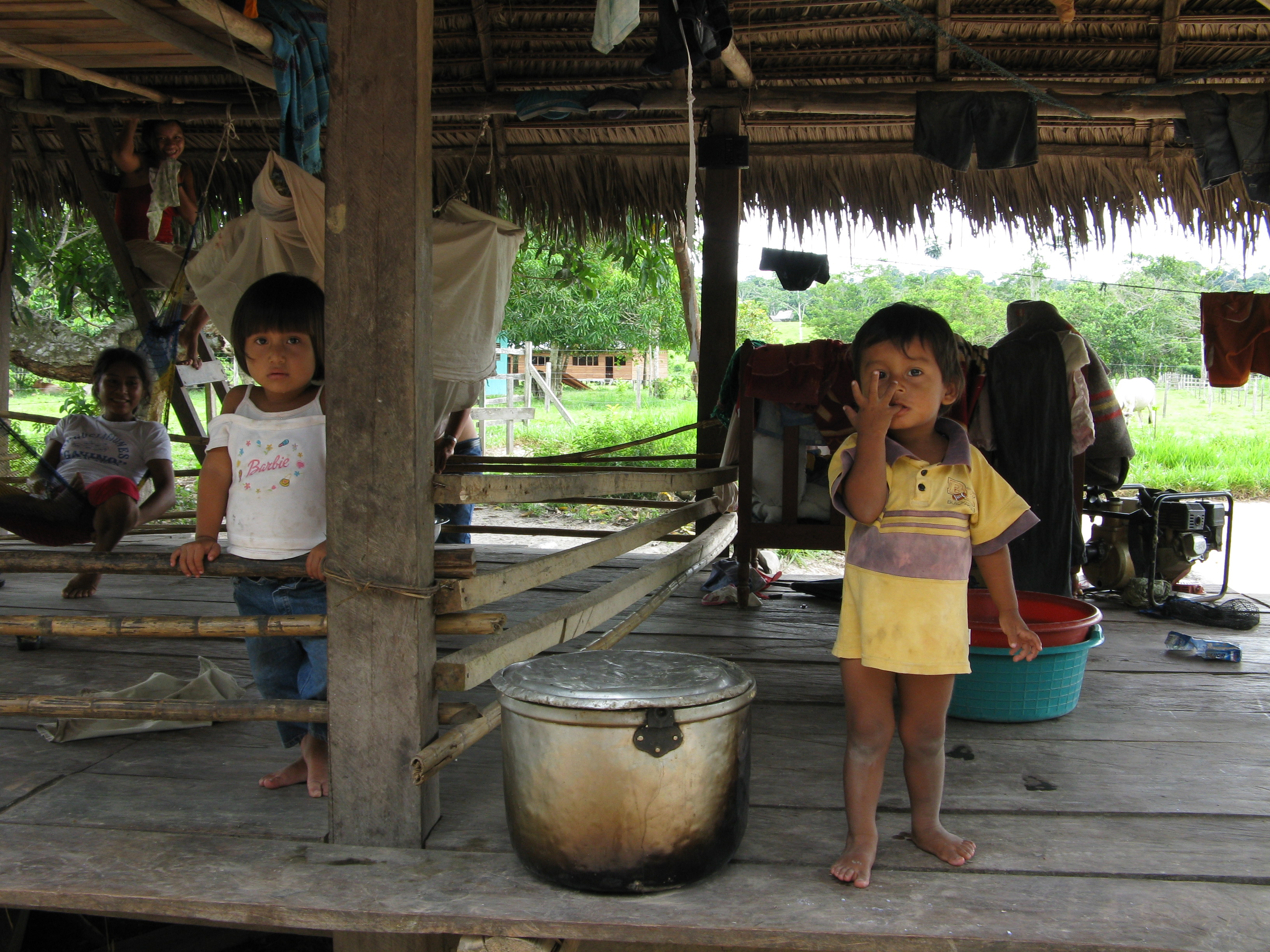
Deux enfants Asháninka dans leur maison de la région d'Ucayali

## Dénomination
Identifiés sous divers noms : Ande, Anti, Chuncho, Pilcozone, Tamba, Campari, ils sont surtout connus, par les anthropologues et les missionnaires, sous le nom de Campa, ou Kampa au Brésil, pour désigner l'Ashaninka uniquement ou l'Arawak sud-andin d'une façon générale (Sauf Piro et Amuesha).
Ashenĩka désigne une autodénomination de personnes, qui peut être traduit par « mes parents », « mon peuple ».
Après les années 1980, le nom d'Asháninka les distingue du peuple non « civilisé » Campa.
Cependant on les désigne aussi sous le nom de River Campa ou Campa-Asháninka pour les différencier des Pajonal Campa ou Campa-Ashéninka, les Ashéninka.
Leur langage, l'asháninka, fait partie des langues campa (es). Ceux qui vont à l'école apprennent l'espagnol au Pérou, et le portugais au Brésil.

### Territoires
Les Asháninka sont encore présents sur un vaste territoire, du Rio Juruá (Brésil) à la ligne de partage des eaux des Andes péruviennes. Ils sont présents sur ce territoire depuis plusieurs millénaires.

### Les Asháninka et Ashéninka
Culturellement proche, les Asháninka sont situés près des ríos Tambo, Ene, et haut Perené, tandis que les Ashéninka sont localisés près des ríos Pichis, Gran Pajonal, et Ucayali. Ces derniers se distinguent des Asháninka par des variations dans leurs dialectes.

## Histoire
En 1742 les Indiens Ashaninka se révoltent, se battent et gagnent contre les Espagnols qui envahissent leur territoire. Ceci isolera une grande partie de l’Amazonie et les protégera durant environ un siècle, mais ils ne résisteront pas à la fièvre du caoutchouc qui a fortement affecté cette partie de l’Amazonie et décimé 90 % de la population indienne (esclavage, épidémies et brutalités atroces selon Stephen Corry, directeur de Survival International).
Au début du XXe siècle, les Asháninka deviennent pour beaucoup esclaves des exploitants de caoutchouc, des seringueiros.
Ils sont ensuite repoussés vers l'intérieur de la forêt, par des exploitants forestiers.
La Française Jéromine Pasteur rencontre ce peuple en 1984, elle mène dès lors des actions pour leur venir en aide, et défendre la forêt amazonienne.
À partir de 1987, nombreux ceux qui sont victimes des microbes importés par les européens ou leurs descendants, et beaucoup d'autres sont victimes collatérales des violences qui opposent les guérilleros maoïstes du Sentier lumineux aux forces « anti-insurrectionnelles » :  en 2014, une fosse commune contenant les restes d’environ 800 personnes dont la majorité seraient des Indiens asháninka et matsiguenga a été retrouvée, et il en existe d'autres, dont plusieurs sont en cours d'étude (en 2014) dans le territoire des Asháninka. (Selon l'ONG Survival, « 70 000 personnes ont été tuées ou ont disparu au cours de l’insurrection » - dans l'ensemble du Pérou - ; il y a eu des « assassinats de leaders, torture, endoctrinement forcé des enfants et exécutions » rappelle Survival).
En août 1995, le gouvernement d'Alberto Fujimori promulgue une loi qui retire la protection légale des terres asháninka, jusqu'alors reconnue par la Constitution précédente.
Les groupes vivant en forêt vivent de la chasse du tapir, du pécari et des singes forestiers qui est pratiquée par les hommes, et ils consomment des produits récoltés (fruits..) ou cultivés dans des jardins sur abattis périodiquement déplacés en forêt (igname, patate douce, piment, citrouille, banane, ananas) qui sont cultivés par les femmes dans les jardins. Mais leur habitat et une partie de leurs ressources vitales sont encore très menacés par des projets pétroliers et gaziers, des barrages hydroélectriques, le trafic de drogue et la culture de la coca ou encore par la déforestation illégale.
De plus un petit groupe rebelle du Sentier Lumineux « encore actif dans la région des rivières Apurimac et Ene (au cœur du territoire asháninka) ». Ruth Buendía (leader asháninka, et durant plusieurs années présidente de l'Asháninka Center of the Ene River) a été récompensé par le prix Goldman pour l'environnement grâce à ses efforts avec son ONG CARE contre le projet de barrage Pakitzapango (2200 mégawatts) qui aurait contraint plusieurs milliers d’Asháninka à quitter leurs foyers et villages s'il s'était fait, et qui n'est que l'un des six projets de production d'hydroélectricité prévus dans le cadre d’un accord énergétique entre le Brésil et le Pérou.